# فناسة (فناسة باب الحيط)
فناسة هي إحدى مشيخات المملكة المغربية، تتبع جغرافيا لإقليم تاونات وإداريًا لفناسة باب الحيط. يقدر عدد سكانها بـ 5965 نسمة حسب الإحصاء الرسمي للسكان والسكنى لسنة 2004.